# Борово (област Стара Загора)
Вижте пояснителната страница за други значения на Борово.
Бòрово е село в Южна България, област Стара Загора, община Стара Загора.

## География
Село Борово се намира на около 19 km юг-югозападно от областния и общински център Стара Загора и 21 km изток-североизточно от град Чирпан. Разположено е в Старозагорското поле на Горнотракийската низина. Надморската височина в центъра на селото е около 182 m. Климатът е преходно-континентален.
Общински пътища водят от Борово:
- на изток през село Ловец и след него на север през селата Калояновец и Християново към град Стара Загора;
- на запад през селата Михайлово, Самуилово и Осларка към Чирпан на запад и град Меричлери на юг;
- на юг през селата Козаревец и Димитриево към Меричлери на юг и Димитровград на югоизток.

Землището на село Борово граничи със землищата на: село Арнаутито на север; село Калояновец на североизток; село Ловец на изток; село Козаревец на юг; село Михайлово на запад.
В землището на Борово, на юг от селото, има микроязовир.
Етническият състав на населението на село Борово по численост и дял на етническите групи според преброяването през 2011 г. е:
| Етнически групи     | Численост | Дял (в %) |
| Общо                | 72        | 100       |
| Българи             | 70        | 97,22     |
| Турци               | 0         | 0         |
| Цигани              | 0         | 0         |
| Други               | 0         | 0         |
| Не се самоопределят | 0         | 0         |
| Не отговорили       | 2         | 2,78      |

Числеността на населението на село Борово по данните от преброяванията от 1934 г. насам се променя както следва:
| \| Година на преброяване \| Численост \| \| --------------------- \| --------- \| \| 1934 \| 470 \| \| 1946 \| 490 \| \| 1956 \| 405 \| \| 1965 \| 325 \| \| 1975 \| 228 \| \| 1985 \| 153 \| \| 1992 \| 136 \| \| 2001 \| 128 \| \| 2011 \| 72 \| \| 2021 \| 101 \| |           |
| Година на преброяване | Численост |
| 1934 | 470       |
| 1946 | 490       |
| 1956 | 405       |
| 1965 | 325       |
| 1975 | 228       |
| 1985 | 153       |
| 1992 | 136       |
| 2001 | 128       |
| 2011 | 72        |
| 2021 | 101       |

Към 15 март 1924 г. в село Борово има регистрирани: 37 души по постоянен адрес; 95 души по настоящ адрес; 29 души по постоянен и настоящ адрес в същото населено място.

## История
След Руско-турската война 1877 – 1878 г. по Берлинския договор 1878 г. селото – тогава с име Чираджии, остава в Източна Румелия; присъединено е към България след Съединението 1885 г. Село Чираджии е преименувано на Борово през 1906 г.
Православен храм (параклис) „Свето Възнесение Господне“ в село Борово е осветен от Старозагорския митрополит Киприан през юли 2022 г. Архитектурният проект е на арх. Иван Иванов. Пълното финансово осигуряване по построяването, изографисването и обзавеждането с необходимата утвар е дарение от двамата арендатори в Борово Георги Георгиев и Васил Марин от град Пазарджик. Градежът е започнат през 2019 г. Изографисването е дело на Радостина Павлова. За предстоятел на храма е определен отец Иван Генов.

## Обществени институции
Изпълнителната власт в село Борово към 2025 г. се упражнява от кметски наместник.
В село Борово към 2025 г. има:
- действащо читалище „Св. Патриарх Евтимий-1935“;[13][14]
- православен храм (параклис) „Свето Възнесение Господне“.[15]